# Handelshochschule Turku

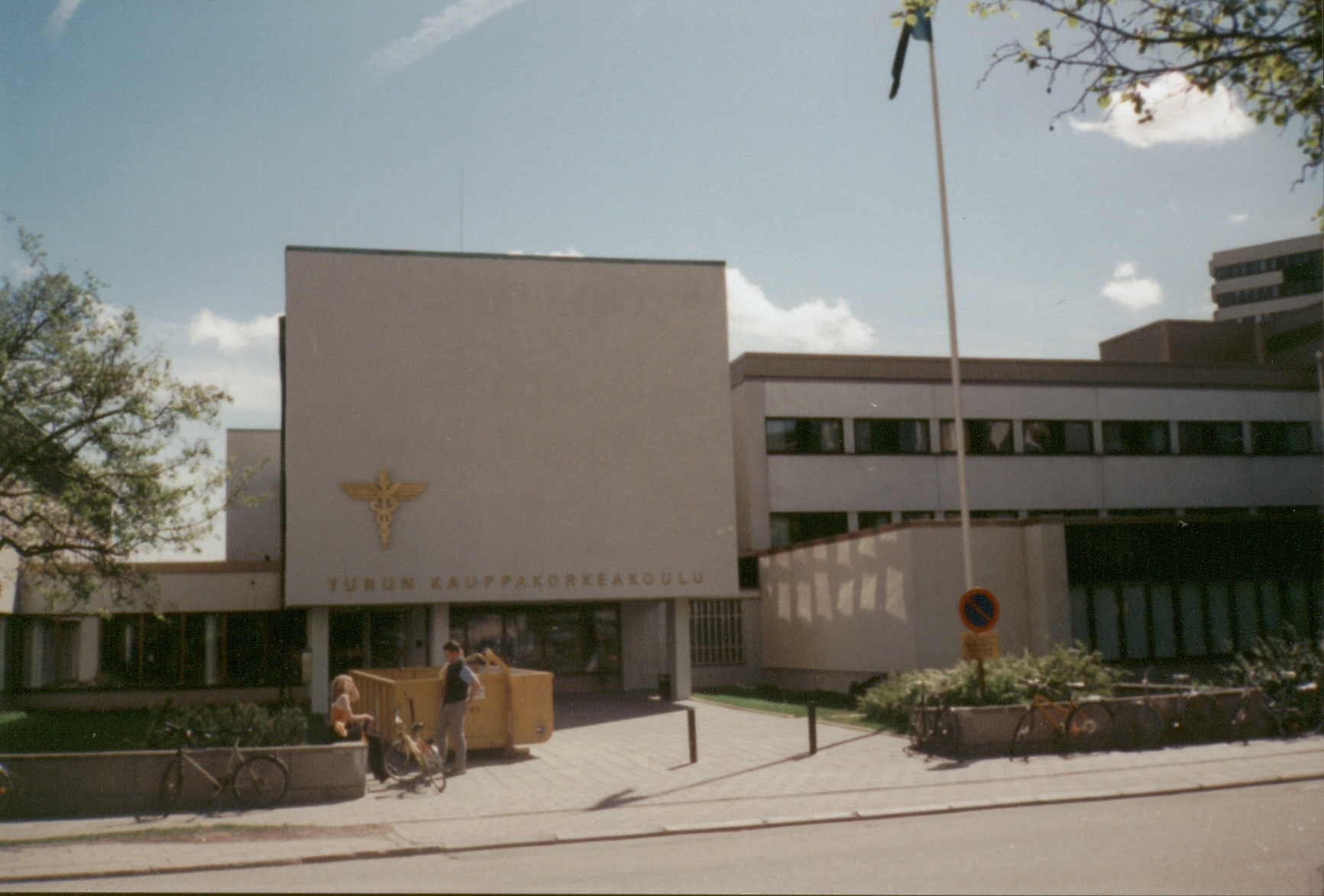

Die Handelshochschule Turku (finnisch: Turun kauppakorkeakoulu) ist die wirtschaftswissenschaftliche Fakultät der Universität Turku in Finnland mit Standorten in Turku und Pori. Sie ist als Turku School of Economics (TSE) eine international arbeitende Lehr- und Forschungsanstalt für Wirtschaftswissenschaften.
Die Handelshochschule Turku wurde 1950 als Privatschule gegründet, 1977 vom Staat übernommen und ist heute mit rund 2.500 Studenten und 350 wissenschaftlichen Angestellten eine der größten Wirtschaftsschulen in Finnland. Sie gliedert sich in 5 Abteilungen:
- Betriebswirtschaft
- Verwaltung und Finanzen
- Marketing
- Wirtschaftswissenschaften
- Sprachen

Rektor der Hochschule ist Professor Tapio Reponen. Die Hochschule ist assoziiertes Mitglied im European Research Center for Information Systems.